# Topoľa
Topoľa (in ungherese Kistopolya) è un comune della Slovacchia facente parte del distretto di Snina, nella regione di Prešov; è situato nella zona del parco nazionale Poloniny.
Haresova, che fa parte del patrimonio dell'umanità dell'UNESCO delle "Antiche faggete primordiali dei Carpazi e di altre regioni d'Europa", si trova a poca distanza dal comune.

## Storia
Venne menzionato per la prima volta nel 1337. La chiesa ortodossa in legno dedicata all'arcangelo Michele si trova sulla collina che sovrasta il villaggio e risale al 1700; vicino alla chiesa vi è anche un cimitero di soldati caduti nella prima guerra mondiale. Il nome del villaggio significa "Populus" (pioppo, topoli in lingua slovacca).